# Barnabé Brisson
Barnabé Brisson (1777-1828) fue un ingeniero, inspector divisionario de ingeniería civil de puentes y canales, y escritor de Francia.

## Biografía
Brisson nació en Lyon en 12 de octubre de 1777 y falleció en Nevers en 25 de septiembre de 1828, y después de realizar brillantes estudios en el colegio de Juilly en el departamento del Sena y Marne, dirigido por los PP de la Sociedad del Oratorio fundada por Pierre de Bérulle, establecida como academia real con Luis XIII de Francia fue admitido en la Escuela de Puentes y Caminos, y después en la Escuela Central de Trabajos Públicos, que tomó el nombre de Escuela Politécnica.
Brisson sobresalió por tener una gran capacidad para las matemáticas, llamando la atención del matemático, ministro de marina bajo el régimen republicano y fundador de la Escuela politécnica Gaspard Monge (1746-1818), quien escribió Geometría descriptivapara el uso de los estudios de la Inspección General de Caminos, Madrid, Imprenta Real, 1803, y estando empleando en el Canal de San Quintín, desplegando todos los recursos de su genio activo y fecundo, publicando entonces una memoria sobre las superficies del mundo y puntos de anclaje de los puentes escrita con su amigo Dupuys de Torcy, ingeniero jefe en Cayenne insertada en el volumen 14 del diario de la Politécnica.
Para la aplicación de sus principios Brisson, solo con un primer vistazo a los mapas, fija, sobre la cadena de montañas que se elevan entre el Sarre y el Rin, el punto más cercano al paso de un canal destinado a reunir estos dos cursos del agua; y determina de la misma forma cerca de Saint-Étienne la posición más elevada de la cordillera que separa el Rodano del río Loira.
Brisson, ingeniero jefe a los 30 años, da una noticia detallada en la recopilación litográfica de la escuela de puentes y canales, y los trabajos inmensos que le fueron encargados en el departamento del Escalda para proteger al país de las mareas del Océano, y en 1814 los acontecimientos políticos le devolvieron al interior de Francia y el director general de puentes y canales Becquey le encarga el estudio de un canal de París a Tours y a Nantes, nombrándolo inspector de puentes y canales y secretario del consejo general de administración. En 1824 obtiene el cargo de inspector de división.

## Obras
- Theories des ombres et de la perspective en la obra de Gaspard Monge <<Geometrie descriptive>>, París, 1922, 2 vols.
- Essai sur le systeme general de navigation interieure de la France,París, 1829.
- Notice historique sur Gaspard Monge. París, 1818.
- Memories sur l'Analyse
- Memorie sur la configuration de la surface du globe, et sur la determination des points de partage des canaux,
- Recueil lithografique de l'ecole des ponts et chaussees
- Observations sur divers travaux de construction
- Otras